# 152559 Бодельшвінґ
152559 Бодельшвінґ (152559 Bodelschwingh) — астероїд головного поясу, відкритий 12 жовтня 1990 року.
Тіссеранів параметр щодо Юпітера — 3,193.